# I'm Lovin' It
I'm Lovin' It is een single van de Amerikaanse pop-zanger Justin Timberlake. Het is tevens een bekende slogan die fastfoodketen McDonald's sinds 2003 in haar reclamecampagnes gebruikt.
De single is geproduceerd door The Neptunes en uitgebracht in 2003. Oorspronkelijk was het een van de nummers die in aanmerking kwam voor Timberlakes debuutalbum Justified, maar uiteindelijk haalde de single het album niet. Toch kwam de single in de publiciteit nadat McDonald's het nummer kocht van Timberlake. Vervolgens gebruikten zij het nummer in McDonald's' reclamecampagne, eveneens genaamd I'm Lovin' It.
Voor de single is ook een videoclip (geproduceerd door Paul Hunter) opgenomen waarin Timberlake te zien is die in New York een vrouw achtervolgt. Ook is een remix van het nummer opgenomen in samenwerking met Snoop Dogg.

## Versies
- Originele versie — 3:39
- Instrumentaal — 3:39
- Promo versie — 4:04
- Remix (met Snoop Dogg) — 3:54